# 房山铁路
房山线，或称房山铁路，是位于中华人民共和国首都北京市境内的一条铁路支线。房山铁路自周口店铁路石楼站（原油转运工业站）10号道岔岔尖引出，向北至房山站2号道岔岔尖止。全长8.630km。服务于燕山石化公司新建化工厂。由北京石油化工总厂投资，北京铁路局设计，燕山石化公司组织施工，1974年开工，1977年竣工。交付北京铁路分局运营。使用45kg钢轨，全线铺设木枕，最小曲线250m，最大坡度9‰，桥梁5座233米。后增建，延伸接至京原铁路。线路全长16公里。

## 图集
- 房山铁路房山站上的罐车
- 房山铁路中的一段
- 房山铁路中的一段